# Gesundheitsforschungsprogramm der Bundesregierung (Deutschland)
Das Gesundheitsforschungsprogramm der Bundesregierung ist ein deutsches Regierungsprogramm zur Förderung der medizinischen Forschung. Das Programm wird gemeinsam vom Bundesministerium für Bildung und Forschung (BMBF) und vom Bundesministerium für Gesundheit (BMG) getragen und aus Haushaltsmitteln des BMBF finanziert. Seit 1978 wird es in mehrjährigen Abständen inhaltlich aktualisiert und vom Bundeskabinett verabschiedet. Das aktuelle Rahmenprogramm Gesundheitsforschung der Bundesregierung gilt ab dem 1. Januar 2019 und gibt die strategische Ausrichtung in den folgenden zehn Jahren vor.
Das Rahmenprogramm ist für die Bundesregierung Grundlage der Förderung medizinischer Forschung an Hochschulen, Universitätskliniken, außeruniversitären Forschungseinrichtungen und Wirtschaftsunternehmen durch finanzielle Zuwendungen. Neben reinen Forschungsprojekten werden auch Innovationen und Forschungsstrukturen gefördert.
Die dazu erforderlichen Mittel werden durch den Bundestag in den jährlichen Haushaltsgesetzen bereitgestellt. Im Haushalt des Bundesministeriums für Bildung und Forschung (Einzelplan 30) dient im Wesentlichen der Titel 685 30 „Gesundheitsforschung und Gesundheitswirtschaft“ der Umsetzung des Rahmenprogramms Gesundheitsforschung. Der Titel hatte in den vergangenen Jahren folgendes Ausgabenvolumen:
| Haushaltsjahr | Fördermittel [Mio. €]       |
| ------------- | --------------------------- |
| 2012          | 251                         |
| 2013          | 230                         |
| 2014          | 210                         |
| 2015          | 220                         |
| 2016          | 239                         |
| 2017          | 275                         |
| 2018          | 322                         |
| 2019          | 344 (Soll, Stand 14.1.2020) |
| 2020          | 383 (Soll, Stand 14.1.2020) |

Schwerpunkte der Forschungsförderung mit diesen Mitteln sind aktuell (2020):
- Volkskrankheiten
- Individualisierte Medizin
- Prävention und Ernährung
- Versorgungsforschung
- Gesundheitswirtschaft